# Nicky Kalogeropoulos
Pour les articles homonymes, voir Kalogeropoulos.
Nikólaos Dimítrios Kalogerópoulos (grec moderne : Νικόλαος-Δημήτριος Καλογερόπουλος) dit Nicky (ou Niko) Kaló, né le 18 février 1945 au Costa Rica, est un joueur de tennis grec des années 1960 et 1970.

## Carrière
Nicky Kalogeropoulos s'est illustré chez les juniors en remportant l'Orange Bowl des moins de 13 ans en 1958, ainsi que Roland-Garros et Wimbledon en 1963.
Il a été sacré champion de Grèce à cinq reprises (1963-1965, 1969, 1971) et champion d'Europe en 1964 et 1965. En 1971, il est médaillé de bronze des Jeux méditerranéens.
En tant qu'amateur, il a remporté une trentaine de tournois entre 1964 et 1972. Sur le circuit ATP, il fut deux fois finaliste en double et une fois en simple. Il a également atteint les demi-finales à Beckenham.
Il a réalisé sa meilleure performance dans un tournoi du Grand Chelem dès sa première participation, à Wimbledon, atteignant les huitièmes de finale en éliminant successivement Frank Froehling (13-11, 3-6, 6-2, 0-6, 6-4), Robert Carmichael (6-8, 4-6, 6-3, 13-11, 6-4) et Keith Wooldridge (3-6, 7-5, 6-1, 2-6, 6-4), avant de céder contre Fred Stolle (6-2, 6-3, 6-0). Au tournoi de Roland-Garros, il a atteint le troisième tour en 1965 et 1967.
Membre de l'équipe de Grèce de Coupe Davis de 1963 à 1981, il compte 20 victoires pour 26 défaites en simple et 5 victoires pour 18 défaites en double.
Il met un terme à sa carrière en 1974. Il a cependant participé au tournoi du Costa Rica en 1979 et 1980.
Il s'est marié avec la joueuse américaine Carol-Ann Prosen, membre de l'équipe de Grèce de Fed Cup entre 1968 et 1973.

## Palmarès

### Titres en simple
- 1964 : West Palm Beach, Ostende
- 1965 : Orlando, Miami, Thessalonique, Bruxelles, Knokke Le Zoute, Milan, Tel Aviv
- 1966 : Mysore, Lucknow, Le Touquet
- 1967 : Miami, Bruxelles, Thessalonique, Tel Aviv, Athènes
- 1968 : Casablanca, Thessalonique
- 1970 : Corfou, Thessalonique, Athènes, East London
- 1971 : Beyrouth, Opatija, Tilbourg, Aix-en-Provence, Lisbonne, Thessalonique, Athènes
- 1972 : Port Elizabeth, Bilbao

### Finale en simple (1)
| No | Date       | Nom et lieu du tournoi                      | Catégorie | Dotation | Surface    | Vainqueur      | Score         |  |
| -- | ---------- | ------------------------------------------- | --------- | -------- | ---------- | -------------- | ------------- |  |
| 1  | 29-01-1973 | Tournoi de tennis de Des Moines, Des Moines |           | NC $     | Dur (int.) | Clark Graebner | 7-5, 4-6, 6-4 |  |

### Titre en double
Aucun

### Finales en double (3)
| No | Date       | Nom et lieu du tournoi                            | Catégorie | Dotation | Surface         | Vainqueurs                  | Partenaire      | Score         |  |
| -- | ---------- | ------------------------------------------------- | --------- | -------- | --------------- | --------------------------- | --------------- | ------------- |  |
| 1  | 06-05-1968 | Italian International Championships Rome          |           | NC $     | Terre (ext.)    | Tom Okker Marty Riessen     | Allan Stone     | 6-3, 6-4, 6-2 |  |
| 2  | 23-06-1972 | Rothmans South Of England Champ's Eastbourne      |           | NC $     | Gazon (ext.)    | Juan Gisbert Manuel Orantes | Andrew Pattison | 8-6, 6-2      |  |
|    | 18-02-1974 | International Indoor Tennis Tournament Birmingham |           | NC $     | Moquette (int.) | Ian Fletcher Sandy Mayer    | Iván Molina     | 4-6, 7-6, 6-1 |  |

## Parcours dans les tournois duGrand Chelem

### En simple
| Année | Open d'Australie | Open d'Australie | Internationaux de France | Internationaux de France | Wimbledon       | Wimbledon   | US Open | US Open |
| ----- | ---------------- | ---------------- | ------------------------ | ------------------------ | --------------- | ----------- | ------- | ------- |
| 1964  | —                | —                | 2e tour (1/32)           | N. Perry                 | 1/8 de finale   | F. Stolle   | —       | —       |
| 1965  | —                | —                | 3e tour (1/16)           | P. Darmon                | 1er tour (1/64) | M. Riessen  | —       | —       |
| 1967  | —                | —                | 3e tour (1/16)           | B. Hewitt                | 2e tour (1/32)  | P. Darmon   | —       | —       |
| 1968  | —                | —                | 2e tour (1/32)           | R. Laver                 | 2e tour (1/32)  | T. Addison  | —       | —       |
| 1969  | —                | —                | 1er tour (1/64)          | I. Țiriac                | 3e tour (1/16)  | R. Emerson  | —       | —       |
| 1970  | —                | —                | 1er tour (1/64)          | T. Nowicki               | 2e tour (1/32)  | J. Newcombe | —       | —       |
| 1971  | —                | —                | 1er tour (1/64)          | S. Smith                 | 2e tour (1/32)  | N. Pilić    | —       | —       |
| 1972  | —                | —                | 1er tour (1/64)          | J. Fassbender            | 2e tour (1/32)  | J. Connors  | —       | —       |
| 1973  | —                | —                | 1er tour (1/64)          | J.-L. Rouyer             | —               | —           | —       | —       |

N.B. : à droite du résultat se trouve le nom de l'ultime adversaire.